# 中國與葡語國家商貿合作服務平台發展委員會
中國與葡語國家商貿合作服務平台發展委員會，是因考慮到澳門需要建設成為中國與葡語國家商貿合作服務平台，同時，中國與葡語國家商貿合作服務平台建設工作已取得一定進展，在下一建設階段，為加快進度及提升效率，因此需要整合與此相關的各公共行政領域的職能部門及實體而組成。2021年5月4日，澳門特區政府公布第67/2021號行政長官批示，批示中宣布翌日起廢除建設世界旅遊休閒中心委員會、中國與葡語國家商貿合作服務平台發展委員會、“一帶一路”建設工作委員會以及建設粵港澳大灣區工作委員會。

## 職權
- 就澳門特別行政區建設為“中國與葡語國家商貿合作服務平台”作出研究，並制定相關措施及政策；
- 統籌及制定以建設“中國與葡語國家商貿合作服務平台”為基礎的澳門未來發展規劃；
- 就其他相關事宜發表意見及指引。

## 組織法例
- 第35/2016號行政長官批示（2016年2月2日《澳門特別行政區公報》)設立“中國與葡語國家商貿合作服務平台發展委員會”。

## 成員
根據相關批示，委員會主席可邀請其他公共或私人實體的代表以及專家參與委員會的工作或會議；任用秘書以全職或兼職形式執行主席指派的工作，以及參與委員會的工作或會議。

### 主席
行政長官賀一誠

### 副主席
經濟財政司司長

### 成員
行政長官辦公室主任；
經濟財政司司長辦公室主任；
行政法務司司長辦公室代表一名；
社會文化司司長辦公室代表一名；
海關代表一名；
澳門貿易投資促進局代表兩名（並由其中一人擔任秘書長）；
中國與葡語國家經貿合作論壇常設秘書處輔助辦公室主任；
市政署代表一名；
經濟局代表一名；
旅遊局代表一名；
文化局代表一名；
澳門金融管理局代表一名；
財政局代表一名；
高等教育局代表一名。
另外，上款（五）項至（八）項及（十）項至（十六）項所指的成員由行政長官以批示委任，其任期在委任批示中訂定。

## 支援
澳門貿易投資促進局向委員會提供運作所需的行政、技術及後勤支援。